# Bukhuti Gurgenidze
Bukhuti (Buchuti) Ivanovich Gurgenidze (en georgiano: ბუხუტი გურგენიძე; Surami, 13 de noviembre de 1933 – 24 de mayo de 2008) fue un Maestro ajedrecista georgiano.
Fue campeón georgiano en múltiples ocasiones y participó en ocho Campeonatos de la Unión Soviética. Compartió el primer puesto con Mikhail Tal en Tbilisi en 1969–70 y fue primero en Olomouc en 1976. Gurgenidze fue entrenador de muchos maestros de la Unión Soviética. Era geólogo de profesión.
Se puso nombre a la Variante Gurgenidze a una versión de la Defensa siciliana (1.e4 c5 2.Nf3 Nc6 3. Bb5 g6 4.0-0 Bg7 5.Re1 e5 6.b4)
y la Variante Gurgenidze Caro–Kann: 1.e4 c6 2.d4 d5 3.Nc3 g6; es debido a esta variación, originada por Bukhuti Gurgenidze, que
3.Nc3 cayó en desgracia en la década de los 70. 3.Nd2 desde entonces se ha considerado como la forma precisa de alcanzar las posiciones que surgen de... dxe4. After 3.Nd2, ... g6 se encuentra con 4.c3, cuando el fianchetto del alfil tiene poco que hacer. También jugó la original 1.e4 c6 2.d4 d5 3.Nc3 b5!? al menos una vez en una partida perdida contra Mikhail Tal. 3...b5 contra Caro-Kann es normalmente atribuible en la Variante Gurgenidze. También lleva su nombre la Variación Gurgenidze de la Defensa moderna, 1.e4 g6 2.d4 Bg7 3.Nc3 c6 4.f4 d5 5.e5 h5.
Gurgenidze fue premiado con el título de Maestro Internacional en 1966 y el de Gran Maestro en 1970.